# Schineria tergestina
Schineria tergestina là một loài ruồi trong họ Tachinidae.